# Only Teardrops (album)
Only Teardrops er den danske sangerinde Emmelie de Forests debutalbum. Albummet udkom den 6. maj 2013 i Skandinavien på Universal Music og udkom internationalt den 14. maj. Forest vandt Dansk Melodi Grand Prix 2013 med sangen "Only Teardrops", der var skrevet af Lise Cabble, Julia Fabrin og Thomas Stengaard. I slutningen af marts skrev Forest kontrakt med Universal Music.
Albummet er produceret af Peter Bjørnskov, Jakob Glæsner, Thomas Stengaard og Frederik Thaae og er beskrevet af Forest som "moderne pop, der møder elementer fra folk og world".
Only Teardrops debuterede på hitlistens trettendeplads i Danmark med 280 solgte eksemplarer i den første uge.

## Singler
Emmelie de Forests bidrag til Dansk Melodi Grand Prix 2013, "Only Teardrops" udkom som download den 22. januar 2013 i Danmark. Den 21. maj 2013 optrådte Emmelie de Forest i Aftenshowet med anden single fra albummet, "Hunter & Prey".

## Spor
| #   | Titel                                | Sangskriver(e)                                 | Producer(e)                        | Længde |
| --- | ------------------------------------ | ---------------------------------------------- | ---------------------------------- | ------ |
| 1.  | "Teardrops Overture"                 | Lise Cabble, Julia Fabrin, Thomas Stengaard    | Frederik Thaae                     | 0:47   |
| 2.  | "Hunter & Prey"                      | Emmelie de Forest, Cabble, Jakob Shack Glæsner | Jakob Shack Glæsner                | 3:29   |
| 3.  | "Change"                             | Forest, Peter Bjørnskov, Lene Dissing          | Peter Bjørnskov                    | 3:59   |
| 4.  | "Only Teardrops"                     | Cabble, Fabrin, Stengaard                      | Frederik Thaae                     | 3:02   |
| 5.  | "What Are You Waiting For"           | Fabrin, Bjørnskov, Dissing                     | Peter Bjørnskov                    | 3:36   |
| 6.  | "Haunted Heart"                      | Forest, Cabble, Stengaard                      | Thomas Stengaard, Stefan Sundström | 3:35   |
| 7.  | "Force of Nature"                    | Forest, Marcus Winther-John                    | Frederik Thaae                     | 3:43   |
| 8.  | "Beat the Speed of Sound"            | Forest, Cabble, Glæsner                        | Jakob Shack Glæsner                | 3:50   |
| 9.  | "Soldier of Love"                    | Forest, Fabrin, Rune Braager                   | Rune Braager                       | 3:25   |
| 10. | "Running in My Sleep"                | Forest, Winther-John                           | Frederik Thaae                     | 3:38   |
| 11. | "Let It Fall"                        | Forest, Cabble, Frederik Thaae                 | Frederik Thaae                     | 3:49   |
| 12. | "Only Teardrops" (symphonic version) | Cabble, Fabrin, Stengaard                      | Frederik Thaae                     | 3:18   |

## Hitlister

### Album
| Hitliste (2013)              | Højeste lacering |
| ---------------------------- | ---------------- |
| Belgien (Ultratop Flanderen) | 140              |
| Danmark (Album Top-40)       | 4                |
| French Digital Albums Chart  | 91               |
| Tyskland (Media Control)     | 61               |
| Sverige (Sverigetopplistan)  | 32               |

### Singler
| År                                                               | Titel            | Højeste placering | Højeste placering | Højeste placering | Certificering                 |
| År                                                               | Titel            | Danmark           | Belgien           | Holland           | Certificering                 |
| ---------------------------------------------------------------- | ---------------- | ----------------- | ----------------- | ----------------- | ----------------------------- |
| 2013                                                             | "Only Teardrops" | 2                 | 35                | 36                | - Danmark: - Guld (streaming) |
| "—" markerer en udgivelse der ikke opnåede en hitlisteplacering. |                  |                   |                   |                   |                               |

## Udgivelse
| Land     | Dato         | Format               | Pladeselskab    |
| -------- | ------------ | -------------------- | --------------- |
| Danmark  | 6. maj 2013  | CD, digital download | Universal Music |
| Verden   | 14. maj 2013 | Digital download     | Universal Music |
| Tyskland | 7. juni 2013 | CD                   | Universal Music |